# Fallout Online
Fallout Online var ett MMO inom Fallout som planerades att släppas under 2012, men ställdes in. 

## Tvistemål
Den 30 november 2006 började planerna för Fallout Online av Interplay Entertainment. I april 2007 såldes rättigheterna till Fallout-serien till Bethesda Softworks för 5,75 miljoner dollar. Dock beskrev en av klausulerna i avtalet att Interplay hade rätt att påbörja produktionen av spelet så länge det skedde inom en 24-månaders gräns från det att avtalet skrevs under. Spelet behövde för övrigt lanserats inom 4 år efter att produktionen hade påbörjats.
I april 2008 så meddelade Interplay att arbetet med ett Fallout MMOG hade påbörjats. Dock lämnades en stämningsansökan in av Bethesda den 8 september 2009, rörande Fallout Online, till Interplay. Bethesda menar att eftersom produktionen inte påbörjats av spelet ännu så bryter Interplay mot avtalsklausulerna om de fortsätter att arbeta med spelet. Den 10 december 2009 så beslutades det att stämningsansökan inte skulle tas upp i domstolen och därmed fick Interplay lov att fortsätta att utveckla spelet till dess att tvistemålet var över. Efter ett långt tvistemål gick Interplay med på att stoppa utvecklingen av spelet och sälja rättigheterna till Bethesda, och lade därmed rättigheterna till hela serien i Bethesdas händer.